# Kirker i Vejle Amt (før 1970)
Kirker i Vejle Amt omfatter kirker i det tidligere Vejle Amt (før 1970), der blev oprettet i 1793 af Koldinghus Amt, med de tre købstæder: Vejle, Kolding og Fredericia, og i 1799 blev Bjerre og Hatting Herreder fra Stjernholm Amt lagt til.

## Bjerre Herred
- As Kirke
- Barrit Kirke
- Bjerre Kirke
- Glud Kirke
- Hjarnø Kirke
- Hornum Kirke
- Juelsminde Kirke
- Klejs Kirke i Klejs Sogn
- Klakring Kirke
- Møgelkær Kirke i Rårup Sogn
- Nebsager Kirke
- Rårup Kirke
- Skjold Kirke
- Stouby Kirke
- Urlev Kirke
- Uth Kirke
- Vrigsted Kirke
- Ørum Kirke

## Brusk Herred
- Almind Kirke
- Eltang Kirke
- Hannerup Kirke
- Harte Kirke
- Herslev Kirke
- Immanuelskirken i Kristkirkens Sogn
- Kolding – Bramdrup Kirke
- Kolding – Brændkjærkirken
- Kolding – Kristkirken
- Kolding – Simon Peters Kirke (Kolding) i Simon Peters Sogn
- Kolding – Sankt Nikolaj Kirke
- Nørre Bjert Kirke
- Sønder Vilstrup Kirke
- Vester Nebel Kirke
- Viuf Kirke
- Øster Starup Kirke

## Elbo Herred
- Bredstrup Kirke
- Fredericia – Christianskirken
- Fredericia – Erritsø Kirke
- Fredericia – Sct. Knuds Kirke
- Fredericia – Sankt Michaelis Kirke
- Fredericia – Trinitatis Kirke
- Hannerup Kirke
- Lyng Kirke
- Taulov Kirke
- Egeskov Kirke

## Hatting Herred
- Daugård Kirke
- Engum Kirke
- Hatting Kirke
- Hedensted Kirke
- Korning Kirke
- Løsning Kirke
- Stenderup Kirke
- Store Dalby Kirke
- Torsted Kirke
- Tyrsted Kirke
- Ølsted Kirke

## Holmans Herred
- Brejning Kirke
- Gauerslund Kirke
- Gårslev Kirke
- Mølholm Kirke
- Pjedsted Kirke
- Skærup Kirke
- Smidstrup Kirke
- Vinding Kirke

## Jerlev Herred
- Egtved Kirke
- Højen Kirke
- Jerlev Kirke
- Ødsted Kirke

## Nørre Tyrstrup Herred
- Dalby Kirke
- Hejls Kirke
- Sønder Bjert Kirke
- Sønder Stenderup Kirke
- Taps Kirke
- Vejstrup Kirke
- Vonsild Kirke
- Ødis Kirke

## Nørvang Herred
- Blåhøj Kirke
- Brande Kirke
- Bredballe Kirke
- Filskov Kirke
- Gadbjerg Kirke
- Farre Kirke
- Give Kirke
- Givskud Kirke
- Grejs Kirke
- Hornstrup Kirke
- Hvejsel Kirke
- Ildved Kirke
- Langskov Kirke
- Langelund Kirke i Langelund Sogn
- Løget Kirke i Sankt Nicolai Sogn
- Ringive Kirke
- Sindbjerg Kirke
- Skærlund Kirke i Skærlund Sogn
- Sønder Omme Kirke
- Thyregod Kirke
- Uhre Kirke i Uhre Sogn
- Uldum Kirke
- Vester Kirke i Vester Sogn
- Vejle – Nørremarkskirken
- Vejle – Sankt Johannes Kirke
- Vejle – Sankt Nikolaj Kirke
- Vejle – Søndermarkskirken
- Vindelev Kirke
- Vonge Kirke i Vonge Sogn
- Vor Frelsers Kirke i Vor Frelsers Sogn
- Vorslunde Kirke i Vorslunde Sogn
- Øster Nykirke
- Øster Snede Kirke
- Østerby Kirke i Sønder Omme Sogn

## Tørrild Herred
- Bredsten Kirke
- Gadbjerg Kirke
- Grejsdal Kirke
- Hover Kirke
- Jelling Kirke
- Kollerup Kirke
- Lindeballe Kirke
- Nørup Kirke
- Randbøl Kirke
- Skibet Kirke